# Номерні знаки Джибуті
Код Джибуті для міжнародного руху ТЗ — (DJI).

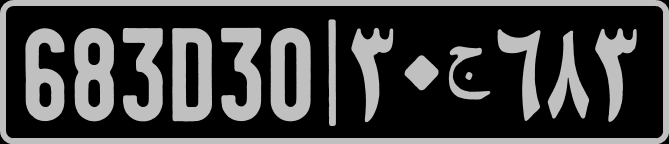
Регулярний номерний знак

Номерні знаки Джибуті мають формат «123 D 45», де 123-45 — номер, D — покажчик Джибуті. Дублювання арабськими символами здійснюється однорядково або в два рядки. Слід звернути увагу на те, що латинську літеру D дублює арабська літера ج (джим-ун). Регулярні номерні знаки мають білі символи на чорному тлі. Код Джибуті для міжнародного руху ТЗ — (DJI).